# 1809 год
1809 (ты́сяча восемьсо́т девя́тый) год  по григорианскому календарю — невисокосный год, начинающийся в воскресенье. Это 1809 год нашей эры, 9‑й год 1‑го десятилетия XIX века 2‑го тысячелетия, 10‑й год 1800‑х годов. Он закончился 216 лет назад.
| Пн | Вт | Ср | Чт | Пт | Сб | Вс |
|    |    |    |    |    |    | 1  |
| 2  | 3  | 4  | 5  | 6  | 7  | 8  |
| 9  | 10 | 11 | 12 | 13 | 14 | 15 |
| 16 | 17 | 18 | 19 | 20 | 21 | 22 |
| 23 | 24 | 25 | 26 | 27 | 28 | 29 |
| 30 | 31 |    |    |    |    |    |

| Пн | Вт | Ср | Чт | Пт | Сб | Вс |
|    |    | 1  | 2  | 3  | 4  | 5  |
| 6  | 7  | 8  | 9  | 10 | 11 | 12 |
| 13 | 14 | 15 | 16 | 17 | 18 | 19 |
| 20 | 21 | 22 | 23 | 24 | 25 | 26 |
| 27 | 28 |    |    |    |    |    |

| Пн | Вт | Ср | Чт | Пт | Сб | Вс |
|    |    | 1  | 2  | 3  | 4  | 5  |
| 6  | 7  | 8  | 9  | 10 | 11 | 12 |
| 13 | 14 | 15 | 16 | 17 | 18 | 19 |
| 20 | 21 | 22 | 23 | 24 | 25 | 26 |
| 27 | 28 | 29 | 30 | 31 |    |    |

| Пн | Вт | Ср | Чт | Пт | Сб | Вс |
|    |    |    |    |    | 1  | 2  |
| 3  | 4  | 5  | 6  | 7  | 8  | 9  |
| 10 | 11 | 12 | 13 | 14 | 15 | 16 |
| 17 | 18 | 19 | 20 | 21 | 22 | 23 |
| 24 | 25 | 26 | 27 | 28 | 29 | 30 |

| Пн | Вт | Ср | Чт | Пт | Сб | Вс |
| 1  | 2  | 3  | 4  | 5  | 6  | 7  |
| 8  | 9  | 10 | 11 | 12 | 13 | 14 |
| 15 | 16 | 17 | 18 | 19 | 20 | 21 |
| 22 | 23 | 24 | 25 | 26 | 27 | 28 |
| 29 | 30 | 31 |    |    |    |    |

| Пн | Вт | Ср | Чт | Пт | Сб | Вс |
|    |    |    | 1  | 2  | 3  | 4  |
| 5  | 6  | 7  | 8  | 9  | 10 | 11 |
| 12 | 13 | 14 | 15 | 16 | 17 | 18 |
| 19 | 20 | 21 | 22 | 23 | 24 | 25 |
| 26 | 27 | 28 | 29 | 30 |    |    |

| Пн | Вт | Ср | Чт | Пт | Сб | Вс |
|    |    |    |    |    | 1  | 2  |
| 3  | 4  | 5  | 6  | 7  | 8  | 9  |
| 10 | 11 | 12 | 13 | 14 | 15 | 16 |
| 17 | 18 | 19 | 20 | 21 | 22 | 23 |
| 24 | 25 | 26 | 27 | 28 | 29 | 30 |
| 31 |    |    |    |    |    |    |

| Пн | Вт | Ср | Чт | Пт | Сб | Вс |
|    | 1  | 2  | 3  | 4  | 5  | 6  |
| 7  | 8  | 9  | 10 | 11 | 12 | 13 |
| 14 | 15 | 16 | 17 | 18 | 19 | 20 |
| 21 | 22 | 23 | 24 | 25 | 26 | 27 |
| 28 | 29 | 30 | 31 |    |    |    |

| Пн | Вт | Ср | Чт | Пт | Сб | Вс |
|    |    |    |    | 1  | 2  | 3  |
| 4  | 5  | 6  | 7  | 8  | 9  | 10 |
| 11 | 12 | 13 | 14 | 15 | 16 | 17 |
| 18 | 19 | 20 | 21 | 22 | 23 | 24 |
| 25 | 26 | 27 | 28 | 29 | 30 |    |

| Пн | Вт | Ср | Чт | Пт | Сб | Вс |
|    |    |    |    |    |    | 1  |
| 2  | 3  | 4  | 5  | 6  | 7  | 8  |
| 9  | 10 | 11 | 12 | 13 | 14 | 15 |
| 16 | 17 | 18 | 19 | 20 | 21 | 22 |
| 23 | 24 | 25 | 26 | 27 | 28 | 29 |
| 30 | 31 |    |    |    |    |    |

| Пн | Вт | Ср | Чт | Пт | Сб | Вс |
|    |    | 1  | 2  | 3  | 4  | 5  |
| 6  | 7  | 8  | 9  | 10 | 11 | 12 |
| 13 | 14 | 15 | 16 | 17 | 18 | 19 |
| 20 | 21 | 22 | 23 | 24 | 25 | 26 |
| 27 | 28 | 29 | 30 |    |    |    |

| Пн | Вт | Ср | Чт | Пт | Сб | Вс |
|    |    |    |    | 1  | 2  | 3  |
| 4  | 5  | 6  | 7  | 8  | 9  | 10 |
| 11 | 12 | 13 | 14 | 15 | 16 | 17 |
| 18 | 19 | 20 | 21 | 22 | 23 | 24 |
| 25 | 26 | 27 | 28 | 29 | 30 | 31 |

## События
- 1 января — роялисты подняли восстание в Буэнос-Айресе. Выступление быстро подавлено[1].
- 5 января — Великобритания и Турция заключили мирный договор[2].
- 8 января
  - В Швеции граф Георг Адлерспарре составил прокламацию к восставшей армии и народу с призывом свергнуть короля Густава IV Адольфа[3].
  - Правительство Рио-де-ла-Платы в Буэнос-Айресе признало власть испанской Севильской хунты[4].
- 4 марта — Джеймс Мэдисон стал новым президентом США (до 4 марта 1817 года)[5].
- 10 марта — русский корпус генерала П. И. Багратиона начал поход на Аландские острова по льду Ботнического залива[6].
- 13 марта — в результате переворота свергнут король Швеции Густав IV Адольф[3].
- 18 марта — русский корпус занял Аландские острова и, преследуя отступающие силы шведской армии, на следующий день вышел к побережью Швеции. После того, как русские войска взяли Грислехамн, Торнио и Умео, правительство Швеции запросило мира[6].
- 3 апреля — Указом Александра I камергеры и камер-юнкеры перестали считаться чинами двора, отныне это было их придворное звание, которое не давало права на продвижение по служебной лестнице.
- 5 апреля — Русско-турецкая война (1806—1812): после провала мирных переговоров в Яссах возобновлены военные действия между Турцией и Россией[2].
- 9 апреля — Австрия объявила войну Франции. Начало Австро-французской войны или Войны Пятой коалиции[7].
- 19 апреля — президент США Джеймс Мэдисон издал прокламацию о возобновлении отношений с Великобританией[5].
- 21 апреля — Ландсхутская битва.
- 22 апреля — Наполеон разбил австрийскую армию под Экмюлем и заставил её отступать к Вене[7].
- 1 мая — сейм Швеции избрал новым королём герцога Зюдерманландского под именем Карла XIII (на престоле с 6 июня. До 5 февраля 1818 года)[8].
- 13 мая — Вена сдана французской армии[9].
- 22 мая — в двухдневном сражении при Асперне и Эсслинге австрийская армия нанесла поражение французским войскам[9].
- 25 мая — восстание в городе Чукисака испанского Верхнего Перу. Начало Боливийской войны за независимость[10].
- 7 июня — сейм Швеции принял конституцию страны[8].
- 17 июня — ратифицирован и вступил в силу подписанный в Пешаваре первый англо-афганский договор, по которому афганский эмир обязался выступить на стороне Великобритании в случае, если Франция или Иран вторгнутся в Британскую Индию[11].
- 29 июня — Махмуд-Шах Дуррани вновь занимает престол Афганистана после свержения Шуджи-Шаха Дуррани[12].
- 6 июля — Наполеон в двухдневном сражении у Ваграма нанёс поражение австрийской армии[9].
- 12 июля — Австрия заключила перемирие с Францией в Цнайме[13].
- 16 июля — антииспанское восстание в Ла-Пасе (Верхнее Перу)[10].
- 4 августа — Наполеон издал секретный декрет о захвате торговых кораблей США, возобновивших торговлю с Англией[5].
- 9 августа — президент США Джеймс Мэдисон издал прокламацию о возобновлении действия закона от 1 марта 1808 года, запрещавшего торговлю с Англией[5].
- 23 августа — британские войска подавили восстание в Шрирангапатнаме (Британская Индия)[14].
- 25 августа — в Амритсаре заключён мирный договор между Англией и сикхами[12].
- 29 августа — русская армия разгромила персидские войска близ Нахичевани[12].
- 17 сентября — заключён Фридрихсгамский мирный договор между Швецией и Россией, завершивший Русско-шведскую войну. Швеция уступила России Финляндию и Аландские острова[8].
- 1 октября — испанский военный губернатор Куско Гойенче взял восставший Ла-Пас[15].
- 3 октября — Великобритания начинает военную операцию по захвату Ионических островов и к 12 октября устанавливает контроль над архипелагом.
- 14 октября — Шёнбруннский мир между Австрией и Францией. Австрия потеряла Триест, Зальцбург, часть Каринтии, Тарнопольский округ и другие территории[9].
- 6 ноября — отмена испанской торговой монополии. Буэнос-Айрес открыт для торговли с иностранцами[16].
- 14 ноября — в Константинополе началось восстание янычар, стремившихся восстановить на престоле Османской империи Мустафу IV[2].
- 16 ноября — бывший султан Турции Мустафа IV убит по приказу султана Махмуда II, восстание янычар подавлено[2].
- 19 ноября — маршал Сульт наголову разгромил испанскую армию при Оканье.
- 3 декабря — Русско-турецкая война (1806—1812): русская армия взяла Браилов[2].
- 24 декабря — испанский военный губернатор Монтевидео маршал Ньето занял восставшую Чукисаку в Верхнем Перу. Начало антииспанской партизанской войны[17].

### Без точных дат
- Распущен Тевтонский орден. Остававшиеся под его властью владения и территории отошли вассалам и союзникам Наполеона.
- М. М. Сперанский подготовил план преобразований в Российской империи под названием «Введение к уложению государственных законов».

## Родились
См. также: Категория:Родившиеся в 1809 году
- 15 января — Пьер Жозеф Прудон — французский социалист, автор теории Прудона (ум. 1865).
- 19 января — Эдгар По, американский поэт и писатель.
- 5 февраля — Гинилевич, Григорий, общественный и политический деятель Галичины, греко-католический священник. Член Главной Русской Рады, участник Собора русских учёных и Славянского конгресса в Праге 1848. Посол в Галицкий сейм в 1861—1866 годах.
- 12 февраля — Чарлз Дарвин, автор эволюционной теории развития живых организмов (дарвинизма), английский натуралист и путешественник.
- 12 февраля — Авраам Линкольн, американский государственный деятель, 16-й президент США (1861—1865).
- 15 марта — Яков Петрович Бакланов, русский генерал, герой Кавказской войны.
- 1 апреля — Николай Васильевич Гоголь, русский писатель.
- 7 апреля — Джеймс Глейшер, английский метеоролог и аэронавт (ум. 1903).
- 7 мая — Йозеф Вильгельм фон Лёшнер, австрийский медик.
- 27 июня — Франсуа Сертен Канробер, маршал Франции (с 1856) (ум. 1895).
- 4 сентября — Юлиуш Словацкий, польский поэт.
- 15 октября — Алексей Васильевич Кольцов, русский поэт.
- 11 ноября — Ойген Фердинанд фон Хомайер (ум. 1889) немецкий орнитолог; дядя Александра фон Хомайера.
- Альбер Рилье, швейцарский писатель (ум. 1883).

## Скончались
См. также: Категория:Умершие в 1809 году
- 23 февраля — Дирк ван дер Аа, нидерландский художник, график-орнаменталист, представитель рококо (род. 1731).
- 16 апреля — Василий Яковлевич Чичагов, русский мореплаватель, адмирал (род. 1726).
- 17 апреля — Иоганн Христиан Киттель, немецкий органист и композитор (род. 1732).
- 29 апреля — Вехби Сюнбюльзаде, турецкий поэт.
- 6 мая — Лео Зекендорф, немецкий поэт (род. 1773).
- 31 мая
  - Жан Ланн, французский полководец, маршал Франции (род. 1769).
  - Йозеф Гайдн, австрийский композитор (род. 1732).
- 4 июня — Николай Абрагам Абильдгаард, датский художник (род. 1743).
- 8 июня — Томас Пейн, английский и американский учёный и политический деятель, один из отцов-основателей США (род. 1737).
- 1 июля — Никодим Святогорец, афонский монах, богослов.
- 8 августа — Уэда Акинари, японский писатель, автор сборника «Луна в тумане[англ.]» (род. 1734).
- 14 сентября — Жан Будэ, французский дивизионный генерал времён наполеоновских войн и революционных войн.
- 16 ноября — Мустафа IV, султан Османской империи в 1807 — 1808 годах.